# Pellorneum palustre
La tordina palustre (Pellorneum palustre) es una especie de ave paseriforme de la familia Pellorneidae propia del subcontinente indio. 

## Distribución y hábitat
Es un habitante endémico de las planicies inundables del Brahmaputra, sus tributarios y colinas adyacentes en Assam, Arunachal Pradesh y Meghalaya en India y el sector este de Bangladés.